# ロシアにおける検閲

2023世界報道自由度ランキング
非常に良い (Good situation)
良い (Satisfactory situation)
問題あり (Noticeable problems)
悪い (Difficult situation)
非常に悪い (Very serious situation)
未分類 (Not classified)

ロシアにおける検閲（ロシアにおけるけんえつ、英語: Censorship in the Russian Federation) では、ロシアにおける検閲を扱う。検閲はロシア政府とロシア連邦の市民社会によって管理されており、情報の内容と拡散、印刷文書、音楽、芸術作品、映画と写真、ラジオとテレビ、ウェブサイトとポータル、およびインターネットに適用されて、場合によっては、ロシア国家または世論が危険であると判断される考えや情報の拡散を制限または防止することを目的として私信にも及んでいる。
ロシア連邦のマスメディアに関する法律は、検閲を「メディアの編集者、役人、国家機関、組織、機関、公的団体に対して、配信前に放送されるメッセージや文書を調整するための要件」と定義している。 また、必要に応じて、その放送の全部または一部を禁止する義務も負う。
ロシア連邦憲法は第29条第5項で検閲を禁止している。しかし実際には、不快感を覚えて自己防衛を組織する公的機関や公共団体、市民団体による作品の検閲や情報発信の自由の制限が行われるケースが数多く存在する。地方自治体による検閲も2件あって（2006年と2012年）、それらはロシアの裁判所によってそのように認められた。

## 歴史
ロシアでは歴史上、国内の住民や機関に対して様々な検閲を行なってきた。

## 各分野での検閲
現在のロシアでは、メディア・通信・教育の制限、テレビの検閲、映画の検閲、演劇・展示会の検閲、文学の検閲、インターネットの検閲などの分野で検閲の問題が生じている。

### メディア・通信・教育の制限
2022年12月の時点で、ウクライナ戦争に関連して虚偽報道法に基づき4,000人以上が起訴された[21]。 ヒューマン・ライツ・ウォッチのヨーロッパ・中央アジア局長ヒュー・ウィリアムソンは、「この新しい法律は、すべての反対意見を弾圧し、（ロシアの）国民がクレムリンの主張に矛盾するいかなる情報にもアクセスできないようにするロシアの冷酷な努力の一環である」と述べた。 2023年2月、ロシア人ジャーナリストのマリア・ポノマレンコ（sv:Maria Ponomarenko）は、マリウポリの劇場への爆撃に関する情報を公開した罪で、懲役6年の判決を受けた。
2023年9月の新学年からロシアの学校では全小中高校生を対象に、「大事な話をしよう」という愛国教育が始めており、ウクライナ特殊作戦の意義などを含む洗脳的教育が行われている。これに反する言動をする子供たちを、教師が警察へ密告したりもしている。

### インターネットの検閲
ロスコムナゾールは、ロシア語版ウィキペディア記事「2022年ロシアのウクライナ侵攻」をめぐって、ロシア国内でロシア語版ウィキペディアへのアクセスをブロックすると脅迫し、この記事には「違法に配布された情報」が含まれているとし、「ロシア連邦の軍人だけでなく、子供を含むウクライナの民間人にも多数の死傷者が出た。」という虚偽報道も含まれていると主張した。
2016年4月、中華人民共和国に倣ってネット検閲を導入すべきとする論文を治安機関トップであるロシア連邦捜査委員会のアレクサンドル・バストルイキン委員長が主張したことが波紋を呼んだ。
2022年3月11日、ベラルーシの治安警察グバジクは、ロシアによるウクライナ侵攻に関するウィキペディアの記事を編集していたミンスク在住のロシア語ウィキペディア編集者マルク・ベルンステインを、「反ロシア資料を拡散した」とロシア虚偽報道法違反の疑いで逮捕・拘留した。
2023年、ロシアのネット検閲システムの構築に中国政府が長らく協力していることを示す非公開の文書や録音の記録が報じられた。

## 参照項目
- ロシアの検閲法（2022年）(Russian 2022 war censorship laws))
- 中国における検閲